# Liparidae
Liparidae là một họ cá biển thuộc bộ Cá mù làn.
Phân bố rộng rãi trên mọi đại dương, họ Liparidae bao gồm hơn 30 chi và chừng 410 loài đã được mô tả, cùng nhiều loài chưa được mô tả. Họ này có quan hệ gần với Cottidae và Cyclopteridae.

## Các chi
Các chi của họ này gồm:
- Acantholiparis Gilbert & Burke, 1912
- Aetheliparis Stein, 2012[4]
- Allocareproctus Pitruk & Fedorov, 1993
- Careproctus Krøyer, 1862
- Crystallichthys Jordan & Gilbert, 1898
- Eknomoliparis Stein, Meléndez C. & Kong U., 1991
- Elassodiscus Gilbert & Burke, 1912
- Eutelichthys Tortonese, 1959
- Genioliparis Andriashev & Neyelov, 1976
- Gyrinichthys Gilbert, 1896
- Liparis Scopoli, 1777
- Lipariscus Gilbert, 1915
- Lopholiparis Orr, 2004
- Menziesichthys Nalbant & Mayer, 1971
- Nectoliparis Gilbert & Burke, 1912
- Notoliparis Andriashev, 1975
- Osteodiscus Stein, 1978
- Palmoliparis Balushkin, 1996
- Paraliparis Collett, 1879
- Polypera Burke, 1912
- Praematoliparis Andriashev, 2003
- Prognatholiparis Orr & Busby, 2001
- Psednos Barnard, 1927
- Pseudoliparis Andriashev, 1955
- Pseudonotoliparis Pitruk, 1991
- Rhinoliparis Gilbert, 1896
- Rhodichthys Collett, 1879
- Squaloliparis Pitruk & Fedorov, 1993
- Temnocora Burke, 1930
- Volodichthys Balushkin, 2012[5]

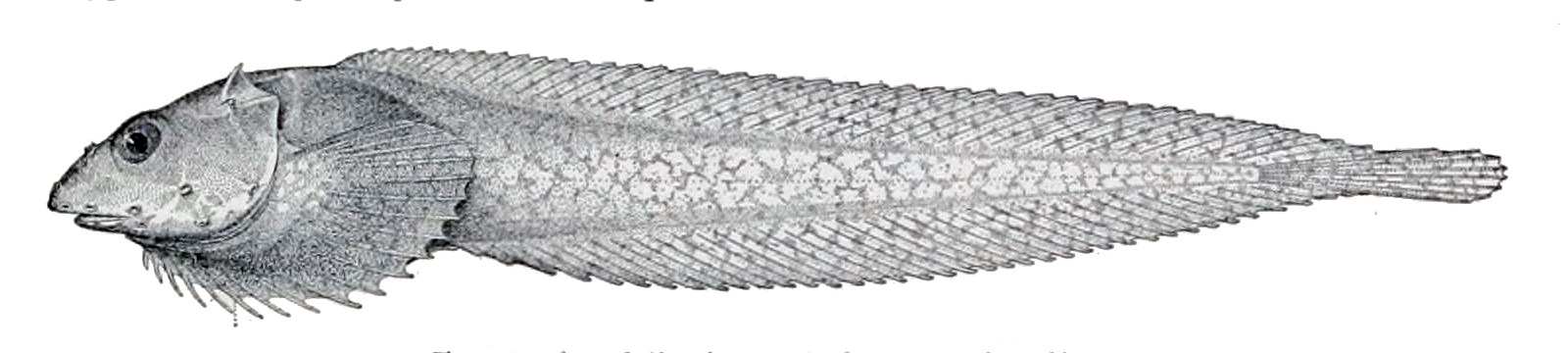
Acantholiparis opercularis
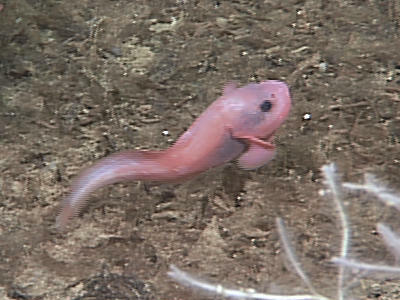
Careproctus ovigerus (non)
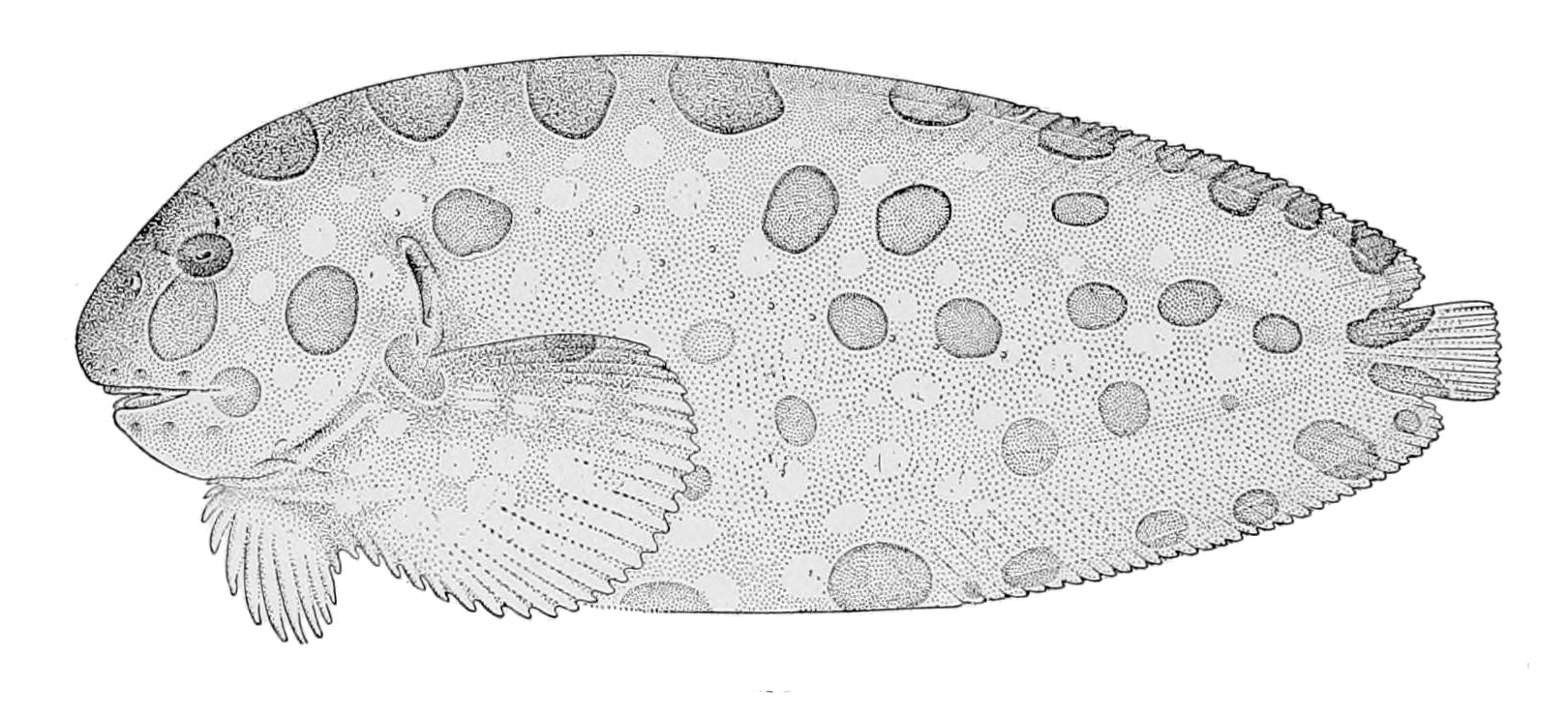
Crystallichthys cyclospilus
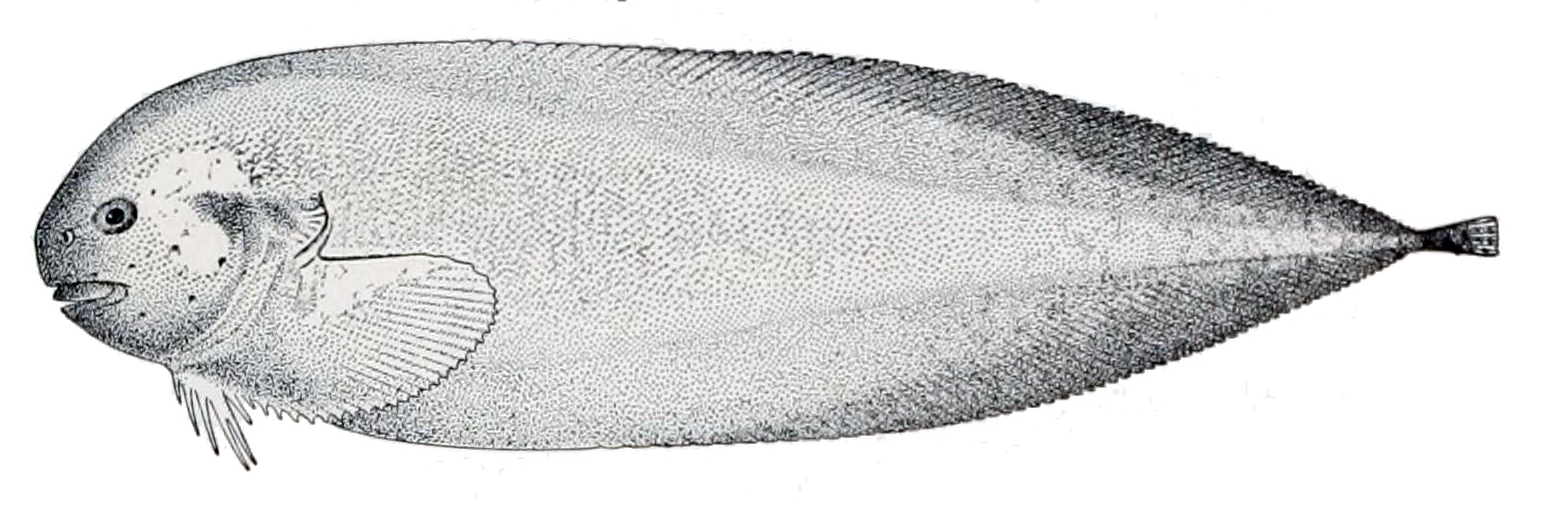
Elassodiscus tremebundus
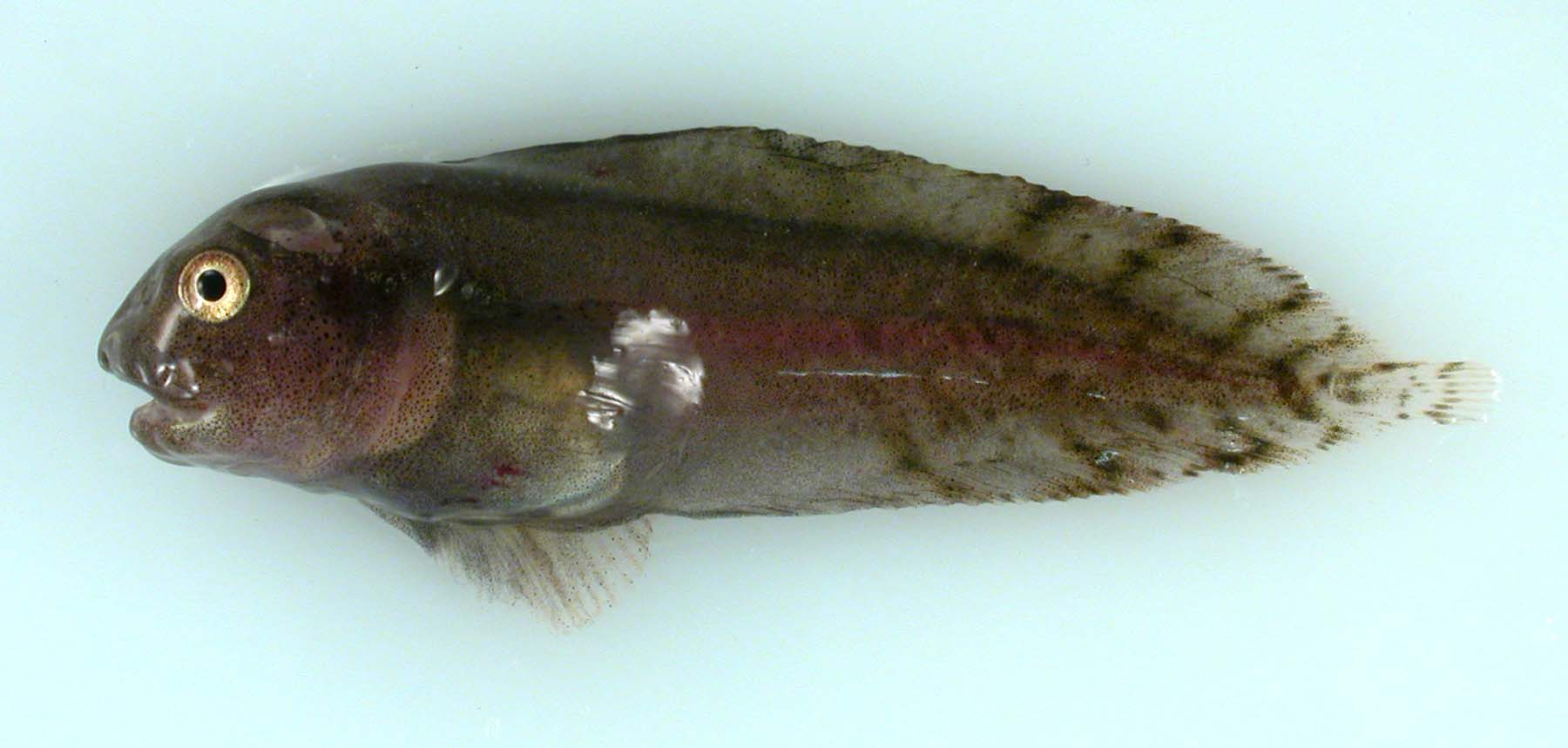
Liparis fabricii
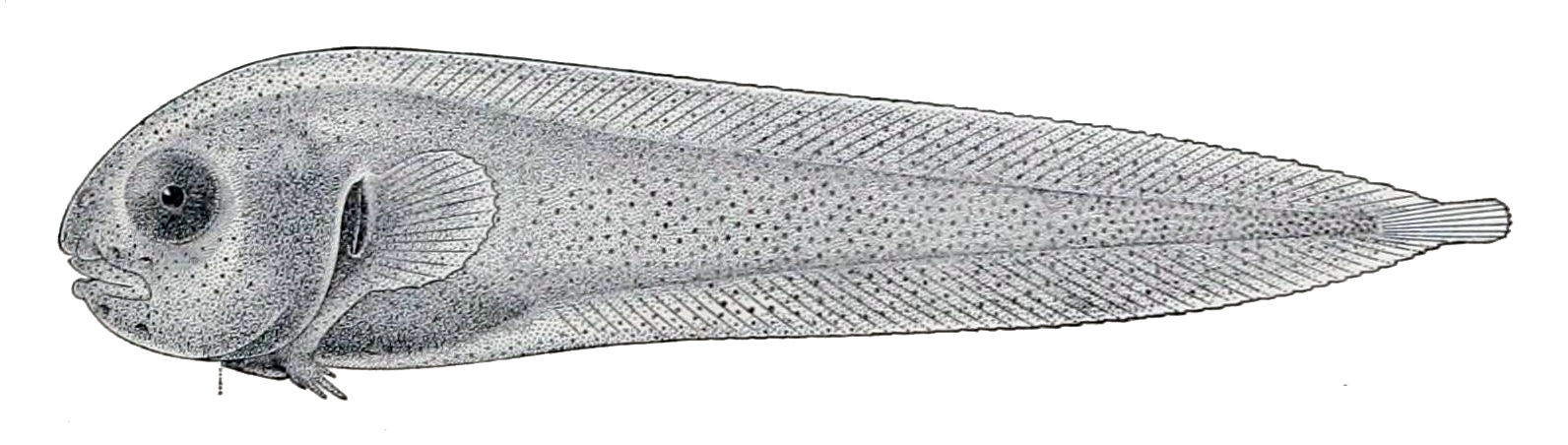
Nectoliparis pelagicus
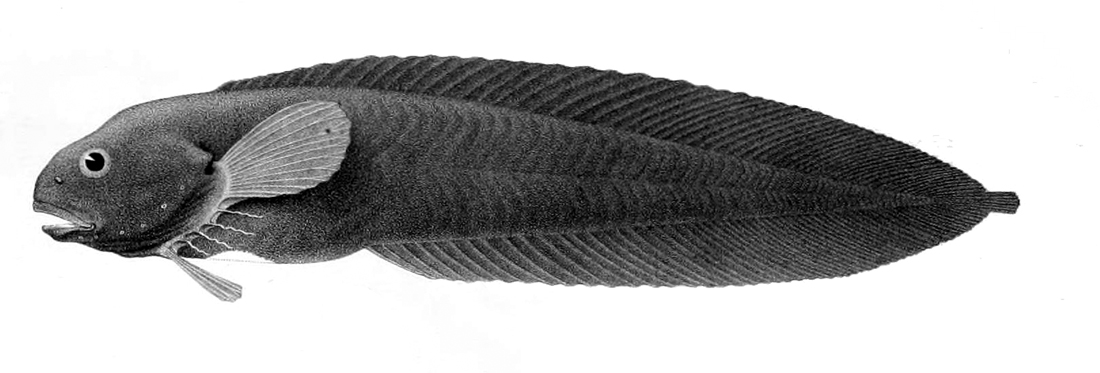
Paraliparis bathybius
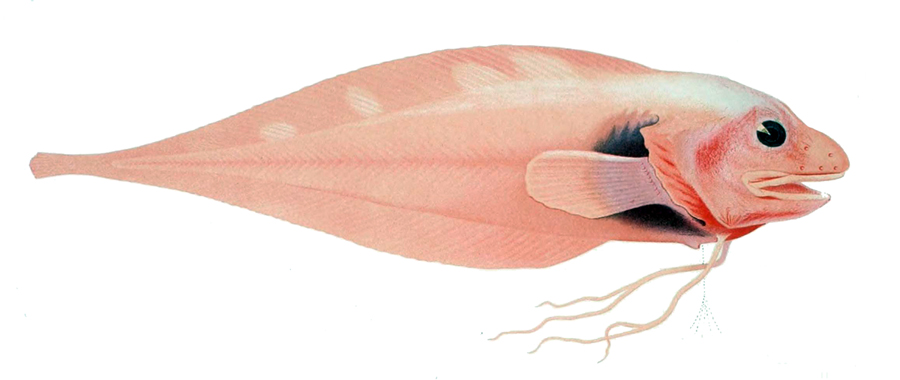
Rhodichthys regina
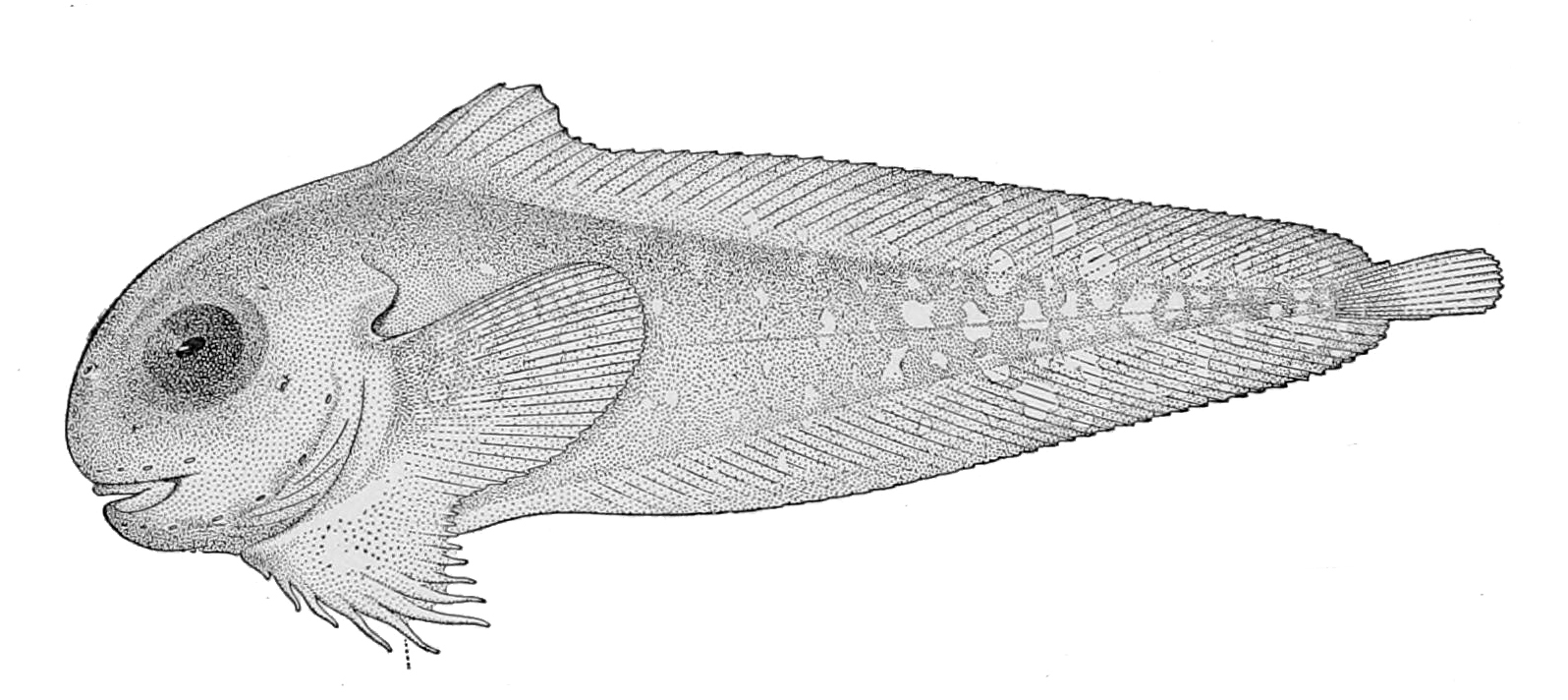
Temnocora candida